# وستواگوی
وستواگوی (به لاتین: Vestvågøy) یک شهرداری در نروژ است که در نوردلاند واقع شده‌است. وستواگوی ۴۲۴٫۵۶ کیلومتر مربع مساحت و ۱۱٬۴۳۳ نفر جمعیت دارد.